# Xystrocera festiva
Xystrocera festiva es una especie de escarabajo longicornio del género Xystrocera, tribu Xystrocerini, subfamilia Cerambycinae. Fue descrita científicamente por Thomson en 1861.
El período de vuelo ocurre durante los meses de enero, abril, mayo, junio, julio, septiembre, octubre y noviembre.

## Descripción
Mide 20-38 milímetros de longitud.

## Distribución
Se distribuye por China, India, Laos, Malasia, Birmania, Filipinas, Vietnam y Tailandia.